# 永阳郡 (东汉)
永阳郡，中国古代的郡。
東漢初平四年（193年）十二月，分漢陽郡上邽縣置，領上邽、清水縣（析上邽縣復置）、罕幵縣（析上邽縣復置）、緜諸道（析上邽縣復置）4縣。建安十九年（214年），郡廢併入隴西郡。